# フーズ・ザット・ガール (1987年の映画)
『フーズ・ザット・ガール』（原題：Who's That Girl）は、1987年制作のアメリカ合衆国のロマンティック・コメディ映画。マドンナの3本目の主演映画。ジェームズ・フォーリー監督。主題歌はマドンナの同名曲で、サウンドトラックではマドンナが4曲を担当している。

## あらすじ
刑務所生活を送っていたニッキーは模範囚として仮釈放された。4年前、ニッキーは、恋人のジョニーから貸金庫の鍵を預かった。彼はある大物の不正の証拠を掴み、それを安全な貸金庫に預け、ゆすりのネタにしていたのだ。しかし、ジョニーは殺され、その死体がニッキーの車のトランクから見つかったことから、彼女は身に覚えのない殺人の罪で刑務所に送られたのだった。
釈放後はすぐに実家に帰ることと、2週間ごとに保護司と連絡をとることという条件が付けられたが、ニッキーは真犯人を探し出して復讐することを考えていた。
一方、エリート弁護士のラウドンは、上司サイモンの娘ウェンディとの結婚式を翌日に控えていたが、サイモンから出所したニッキーを送ることを頼まれる。しかし、ニッキーは計画を実行に移すべく、ラウドンを散々振り回して彼を病院に押し込め、トンズラしてしまう。
ニッキーの後を追ったラウドンは、真犯人を探すのを手伝ってほしいと頼まれ、彼女に付き合わされることになる。そしてついに、ニッキーを陥れたラウルとベニーを見つけ出し、貸金庫のある銀行の名前と貸金庫の番号を聞き出した。
翌日、銀行で書類を手に入れたニッキーはラウドンに別れを告げバスに乗り、ラウドンはウェンディとの結婚式に向かったのだが、バスの中でニッキーは書類の中の写真を見て驚いた。そこにはラウル達を雇った黒幕を示す証拠として、意外な人物が写っていたのだ。

## キャスト
※括弧内は日本語吹替
- ニッキー・フィン - マドンナ（雨蘭咲木子）
- ラウドン・トロット - グリフィン・ダン（牛山茂）
- ウェンディ・ワージントン - ハヴィランド・モリス（深見梨加）
- サイモン・ワージントン - ジョン・マクマーティン（吉水慶）
- ワージントン夫人 - ビビ・ベッシュ（磯辺万沙子）
- モンゴメリー・ベル - ジョン・ミルズ（丸山詠二）
- ラウル - コーティ・マンディ（山下啓介）
- ベニー - デニス・バークレイ（島香裕）
- ベルソン刑事 - ロバート・スワン（沢木郁也）
- ドイル刑事 - ドリュー・ピルスバリー（秋元羊介）
- バック - ジム・ディーツ
- 港湾労働者 - マイク・スター
- 港湾労働者 - スタンリー・トゥッチ
- その他：稲葉実、島美弥子、伊井篤史、竹口安芸子、立木文彦、小形満、小野英昭、辻親八、沢海陽子、金野恵子、叶木翔子、中博史、河原佳代子

## 評価
- 第30回グラミー賞Best Song Written Specifically for a Motion Picture or for Televisionノミネート（「フーズ・ザット・ガール」）[3]

- 第45回ゴールデングローブ賞主題歌賞ノミネート（「フーズ・ザット・ガール」）[4]

- 第8回ゴールデンラズベリー賞
  - 最低主演女優賞受賞（マドンナ）
  - 最低作品賞、最低監督賞（ジェームズ・フォーリー）、最低脚本賞（アンドリュー・スミス&ケン・フィンクルマン）、最低主題歌賞（コーティ・マンディ "El Coco Loco (So, So Bad)"）ノミネート[5][6]